# Nicolai Philipsen
Nicolai Philipsen (Koppenhága, 1880. július 14. – Koppenhága, 1949. március 3.) olimpiai 4. helyezett dán tornász.
Az 1908. évi nyári olimpiai játékokon indult tornában és csapat összetettben 4. lett.
Klubcsapata a HG volt.